# Peter Gut
Peter Gut (* 1959 in Zürich) ist ein Schweizer Karikaturist.

## Leben
Peter Gut wuchs in Kloten auf und erlernte den Schriftsetzerberuf. Als Zeichner und als Karikaturist arbeitete er u. a. für das Nachrichtenmagazin Facts. Er zeichnet für die Neue Zürcher Zeitung und das Wirtschaftsmagazin Bilanz. Er hat unter anderem Bücher von Peter Hacks, Harry Rowohlt und Paul Maar illustriert. Mit Alex Rübel, dem Direktor des Zoos Zürich, gab er das Buch Mensch und Tier heraus. Peter Gut lebt in Winterthur.

## Werke (Auswahl)
- Alles wird Gut. Elster-Verl., Zürich 2012.
- Tierisch unter Strom. Kein und Aber, Zürich 2002.
- Alphons. Teil: No 2. Alphons-Cartoon-Verl., Zürich 1995.
- Der Strich zum Sonntag : neunundneunzig Cartoons aus dem SonntagsBlick 1988–1991. Verl. SonntagsBlick, Zürich 1991.